# Сироватка правди
«Сироватка правди» — це розмовна назва для будь-якого з ряду психотропних препаратів, які використовуються для отримання інформації від суб’єктів, що не можуть або не бажають надати її іншим способом. Серед них є етанол, скополамін, хінуклідил-3-бензилат, мідазолам, флунітразепам, тіопентал натрію та амобарбітал тощо.
Попри велику кількість проведених тестувань, існують сумніви щодо використання таких речовин на людях з наукового, етичного та юридичного поглядів. Наразі не існує препаратів, які б спричиняли відповідне або передбачуване покращення правдивості.

## Історія та використання
Увага до сироватки правди бере початок 1916 року, коли акушер Роберт Гаус, що працював у місті Ферріс біля Далласа, під час візиту до однієї пацієнтки став свідком незвичайної події. Породілля перебувала в стані напівсну, викликаного скополаміном — рослинним препаратом, який блокує діяльність нейромедіатора ацетилхоліна. Гаус попросив її чоловіка принести ваги, щоб зважити новонародженого. Той почав їх шукати, але повернувся до спальні зі словами, що не зміг їх знайти. Тоді його дружина, яка все ще перебувала під дією анестезії, точно сказала, де лежать ваги. Гауз був переконаний, що скополамін може змусити будь-кого правдиво відповісти на запитання, і в подальшому наполягав на його застосуванні при розслідуванні злочинів. 
Поліція США використовувала цю речовину в багатьох випадках з дозволу суду в 1920—1930-ті роки. Робилися спроби використати й інші наркотики, найбільш відомі з них барбітурати, пентотал і амітал. Але в 50-ті роки більшість вчених оголосила саму ідею існування "сироватки правди" неможливою, і більшість судів визнала докази, здобуті за допомогою подібних препаратів такими, що не мають сили. 
Досягнутий консенсус не перешкодив проведенню найвідомішого з досліджень сироватки правди — йдеться про проект ЦРУ MK-ULTRA. Він був розпочатий 1953 року, коли ЦРУ стало вивчати вплив на поведінку декількох наркотиків. Вивчався і ефект при веденні допитів. Багатьом людям ці речовини давали без їхнього відома чи згоди.
В Індії, одній з небагатьох країн, де деякі суди дозволяли використовування "сироватки правди" у резонансних справах. У штаті Уттар-Прадеш у 2007 році багатому бізнесмену та його слузі ввели сироватку правди, і вони нібито зізналися у жахливих вбивствах 17 дітей і жінок. Також один уцілілий стрілець під час терактів у Мумбаї 2008 року був допитаний під час дії пентоналю. Пізніше він був засуджений на основі інших доказів і повішений.
5 травня 2010 року суддя Верховного Суду Баласубраманіам у справі "Smt. Selvi vs. State of Karnataka" постановив, що наркоаналіз, поліграф і тестування мозку за допомогою карток повинні бути дозволені після згоди обвинуваченого. Суддя заявив: «Ми вважаємо, що жодна особа не може бути примушена або піддана таким методам мимовільно, і таким чином це є невиправданим втручанням в особисту свободу».
У 2004 році «Новая газета» з посиланням на генерала КДБ Олега Калугіна опублікувала статтю, у якій говорилося, що з кінця 1980-х років Перше і Друге управління КДБ у виняткових випадках і в основному проти іноземних громадян застосовували розчинний засіб без запаху - безбарвну та позбавлену смаку речовину під кодовою назвою СП-117, покращений наступник аналогічних препаратів, які раніше використовувалися КДБ. Ця сироватка ефективно змушувала суб’єкта втрачати контроль над собою через 15 хвилин після прийому. Найважливіше те, що людина, якій послідовно давали дві частини препарату, тобто і «отруту», і «протиотруту», не пам’ятала б, що сталося між ними, і після цього відчувала б, ніби вона раптово заснула (кращий спосіб введення «доту» в алкогольному напої, оскільки останній слугував би очевидним поясненням раптового нападу сонливості). Інші джерела стверджують, що СП-117 був просто формою концентрованого алкоголю, призначеного для додавання в алкогольні напої, такі як шампанське.